# Xena: Warrior Princess: The Talisman of Fate
Xena: Warrior Princess: The Talisman of Fate es un videojuego de lucha que fue liberado en el Nintendo 64 en 1999, desarrollado por Saffire y publicado por Titus Software, basado en la serie de televisión Xena: la princesa guerrera.

## Descripción
El juego se centra en las armas y en la lucha de hasta cuatro jugadores al estilo de la saga de juegos Soulcalibur. Para jugar se puede elegir entre algunos personajes de la serie como Xena, Gabrielle, Joxer o Callisto.

## Personajes
- Xena
- Gabrielle
- Autolycus
- Joxer
- César
- Ares
- Velasca
- Lao Ma
- Callisto
- Ephiny
- Despair[2]